# Prozeliták
A prozeliták (latinul: proselutus, ógörögül: προσηλυτος - csatlakozó, betérő) a zsidó hitre tért pogányok megnevezése. A kifejezés részben a Septuagintában használatos.
Jézus Krisztus korában a zsidóság körében kétféle prozelitát ismertek. A kapu prozeliták körülmetélés és egyéb vallási törvények megtartása nélkül tértek át a zsidó hitre. Nevük abból eredet, hogy a jeruzsálemi templom tornácára, a kapu közelébe léphettek csak be. Az igazság prozelitái ugyanakkor az összes vallási előírást betartották és a közösség teljes jogú tagjai lettek.
Az első évezredben nagyobb számban voltak prozeliták Dél-Arábiában, a falasák Abesszíniában, marambu-négerek a Loango-parton, a Kala-Izrael közösség Indiában, a kínai zsidók Honan tartományban, és a kazárok jelentős része. (A Kazár Birodalom államvallásként is felvette a zsidó vallást.) 
Félprozeliták, azaz olyan görögök, akik a zsidó vallás egyes elemeit felvették, éltek az ókorban Kherszonészoszban és környékén, a Fekete-tenger mellett, egészen a 3. századig. Azután beleolvadtak a kereszténységbe.